# Moussa Dembélé
Moussa Dembélé (* 12. Juli 1996 in Pontoise) ist ein französischer Fußballspieler malischer Abstammung. Der Stürmer steht seit Sommer 2023 beim saudi-arabischen Club al-Ettifaq unter Vertrag.

## Karriere

### Im Verein
Dembélé begann seine Karriere im Jahr 2002 in der Jugend von Cergy Clos US, bevor er 2004 in die Jugend von Paris Saint-Germain wechselte. Dort spielte er bis 2012 und wechselte dann nach England in die Jugendabteilung des FC Fulham.
Zur Saison 2013/15 unterschrieb Dembélé seinen ersten Profivertrag bis zum 30. Juni 2015. Am 23. November 2013 saß er bei der 1:2-Niederlage gegen Swansea City erstmals bei der ersten Mannschaft auf der Ersatzbank, wurde aber nicht eingewechselt. Zu seinem Debüt in der Premier League kam Dembélé einen Spieltag später, als er am 30. November 2013 bei der 0:3-Niederlage gegen West Ham United in der 83. Spielminute für Kieran Richardson eingewechselt wurde. Am 30. März 2014 stand er bei der 1:3-Niederlage gegen den FC Everton erstmals in der Startelf.

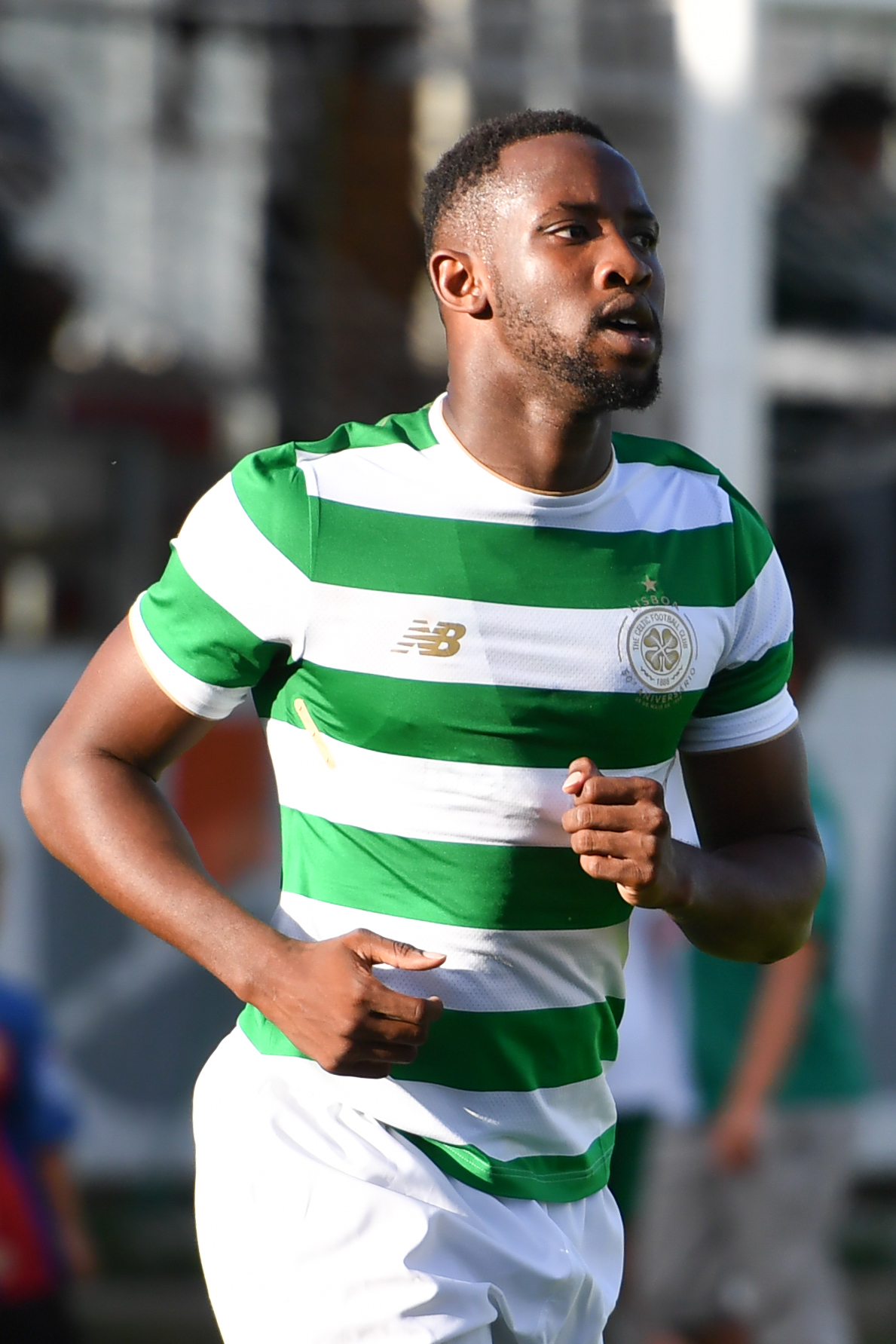
Dembélé in einem Spiel für Celtic

Zur Saison 2016/17 wechselte Dembélé nach Schottland zu Celtic Glasgow und unterschrieb einen Vierjahresvertrag. Sein Debüt für Celtic gab Dembélé in der 2. Qualifikationsrunde der UEFA Champions League gegen Lincoln Red Imps FC aus Gibraltar. Am 10. September 2016 gelang ihm beim 5:1-Sieg im 402. Old Firm gegen die Glasgow Rangers ein Hattrick. Dies gelang zuletzt Stevie Chalmers im Jahr 1966. Ende September gelang Dembélé ein Doppelpack in der Champions-League-Gruppenphase beim 3:3-Unentschieden gegen Manchester City im Celtic Park. Am 23. Oktober 2016 erzielte er das 1:0-Siegtor im Halbfinale des schottischen Ligapokals gegen die Glasgow Rangers im Hampden Park. Im Februar 2017 erzielte er in den aufeinander folgenden Pflichtspielen gegen den FC St. Johnstone und Inverness Caledonian Thistle zwei Hattricks in Folge. Ein Tor gegen St. Johnstone war für den FIFA-Puskás-Preis 2017 nominiert. Mit Celtic gewann er 2017 und 2018 zweimal das nationale Triple aus Schottischer Meisterschaft, Pokal und Ligapokal.
Ende August 2018 wechselte Moussa Dembélé zum französischen Ligue 1-Verein Olympique Lyon, bei dem er einen Fünfjahresvertrag unterzeichnete. Lyon bezahlte für ihn eine Ablösesumme in Höhe von 22 Millionen Euro. Sein Debüt für Lyon gab er am 15. September 2018 (4. Spieltag) in der Ligue 1 gegen den SM Caen. Zwei Spiele später schoss er gegen den FCO Dijon einen Doppelpack und somit seine ersten beiden Tore. In der gesamten Saison 2018/19 schoss er in 33 Spielen 15 Tore und legte fünf Tore vor und steuerte somit viel zu Qualifikation zur Champions League bei. In der Folgesaison traf er in 27 Spielen 16 Mal und kam mit OL bis ins Halbfinale der Königsklasse. In der Spielzeit 2020/21 verlor er seinen Stammplatz und kam bis zu Winterpause in 10 von 16 Spielen nur als Joker zum Einsatz und schoss insgesamt ein Tor.
Mitte Januar 2021 wechselte er auf Leihbasis mit einer Leihgebühr von 1,5 Millionen Euro zu Atlético Madrid, die eine Kaufoption von 33 Millionen Euro besaßen. Der Stürmer kam unter dem Cheftrainer Diego Simeone bis zum Saisonende auf 5 Einwechslungen und wurde spanischer Meister. Im Sommer verzichtete Atlético auf eine Verpflichtung, weswegen Dembélé zur Saison 2021/22 zu Olympique Lyon zurückkehrte.
Im Sommer 2023 wechselte er nach Saudi-Arabien zu Al-Ettifaq.

### In der Nationalmannschaft
Dembélé spielte ab der U16 für sämtliche französische Auswahlmannschaften. Mit der U19 und der U21 nahm er an jeweils einer Europameisterschaft teil, wobei er mit seiner Mannschaft jeweils im Halbfinale ausschied. Insgesamt kam der Stürmer für die Juniorenteams auf 59 Einsätze, in denen er 24 Tore erzielte.

## Erfolge
Celtic Glasgow
- Schottischer Meister: 2017, 2018
- Schottischer Pokalsieger: 2017, 2018
- Schottischer Ligapokalsieger: 2017, 2018

Atlético Madrid
- Spanischer Meister: 2021